# El Zahraa
El Zahraa est un haras égyptien, spécialisé dans l'élevage du cheval de race Arabe égyptien.

## Histoire
Le haras est créé en 1908, et devient rapidement incontournable. El Zahraa souffre des conséquences de la Seconde Guerre mondiale, mais reprend ensuite son essor, constituant (en 2006) le plus grand élevage de chevaux arabes au niveau mondial, avec une jumenterie d'une centaine de têtes.